# Im Herzen die Angst
Im Herzen die Angst (englischer Originaltitel Parvana’s Journey) ist ein Jugendroman der kanadischen Autorin Deborah Ellis, der 2002 beim Verlag Groundwood Books veröffentlicht wurde. Die deutsche Erstausgabe mit einer Übersetzung von Anna Melach erschien 2003 beim Verlag Jungbrunnen unter dem Titel Allein nach Mazar-e Sharif. Das Buch ist die Fortsetzung des Romans Die Sonne im Gesicht (Originaltitel The Breadwinner) und wird seinerseits in den Büchern Am Meer wird es kühl sein (Originaltitel Mud City) und Ich heiße Parvana (Originaltitel My Name is Parvana) fortgeführt, die allesamt in Afghanistan unter der Herrschaft der Taliban spielen.

## Inhalt
Die Geschichte beginnt mit dem Begräbnis des Vaters von Parvana, einem 14-jährigen afghanischen Mädchen, das kurzgeschorene Haare und Jungenkleidung trägt und sich aus Angst vor den Taliban als Kaseem ausgibt. Einer der Männer im Dorf, in dem ihr Vater an Erschöpfung gestorben ist, bietet Parvana an, mit seiner Familie zu leben. Doch das Mädchen bleibt nur kurz und macht sich stattdessen auf die Suche nach seiner Mutter und seinen Geschwistern, die vor längerer Zeit zu einer Hochzeit nach Mazar-e Sharif aufgebrochen waren, das kurz darauf von den Taliban eingenommen worden war. Auf ihrer entbehrungsreichen Reise quer durchs Land findet Parvana in einem zerbombten Dorf ein alleingelassenes Baby, das sie Hassan nennt und mitnimmt. Später trifft sie in einer Höhle einen zehnjährigen Jungen namens Asif, der nur noch ein Bein hat und auf Krücken geht. Auch er schließt sich Parvana und Hassan an. Gemeinsam treffen sie auf Leila, ein achtjähriges Mädchen, das allein mit seiner kranken Großmutter in einem Tal neben einem Minenfeld lebt. Dort bleiben sie längere Zeit, da es genügend zu essen gibt und niemand die Kinder belästigt. Parvana bringt Leila und ihrer Großmutter das Lesen bei. Doch das Kriegsgeschehen rückt immer näher und eines Nachts wird das Tal bombardiert. Die Großmutter wird dabei getötet und die Kinder müssen sich wieder auf den Weg machen. Sie leiden Durst und Hunger und essen aus Verzweiflung Gras und Blätter aus einem Buch, das Parvana von ihrem Vater bekommen hat. Schließlich stoßen sie auf Menschen, die ebenfalls vor den Bomben fliehen und den Kindern den Weg zu einem Flüchtlingslager weisen. Mit Hilfe einer hilfsbereiten Krankenschwester erholt sich Hassan von seiner Unterernährung und die Kinder leben unter einer Plastikplane nahe dem Spitalszelt. Als ein Flugzeug Essenspakete über dem Lager abwirft und manche davon in einem Minenfeld neben dem Camp landen, reißt sich Leila von Parvana los, um eines der Pakete zu holen. Die Annahme, ihr könnten die Minen nichts anhaben, erweist sich als tödlicher Irrtum. Trotz der Gefahr schleppt Parvana Leilas zerfetzten Körper aus dem Minenfeld. Der Vorfall sorgt für großes Aufsehen in dem Lager und eine der herbeigeeilten Frauen stellt sich als Parvanas Mutter heraus. Endlich ist sie wieder mit ihrer Familie vereint. Oder zumindest mit dem, was davon übrig geblieben ist, denn ihr Vater lebt nicht mehr und ihr kleinerer Bruder Ali ist vergangenen Winter an Lungenentzündung gestorben. Mit Hassan und Asif hat sie allerdings zwei neue Brüder gefunden.

## Hintergrund
In den 1990er Jahren reiste Ellis nach Pakistan, um Menschen in afghanischen Flüchtlingslagern zu helfen. Während dieser Zeit begann sie, Frauen in den Lagern zu interviewen und ihre Geschichten aufzuzeichnen. Die Erlebnisse der Frauen wurden zur Grundlage und Inspiration für die vierteilige Buchserie.

## Rezeption
Carina Nandnal schreibt in ihrer Rezension: „Deborah Ellis ist eine engagierte Schriftstellerin, die es wagt, ihren jungen Lesern die Brutalität und Willkür des Krieges vor Augen zu halten. Im Herzen die Angst ist ein wichtiges Buch, ein Plädoyer für Hoffnung und Mut auch unter schrecklichen Umständen.“ In der Süddeutschen Zeitung heißt es über den Roman: „Deborah Ellis integriert in die spannende Rahmenhandlung Fakten über die brutale Gegenwart in Afghanistan. Indem sie sich auf das Leben einer Familie, auf das Schicksal eines Mädchens konzentriert, deren Abenteuer sie schildert und hie und da auch komische Situationen einflicht, macht sie den harten Stoff tauglich für ein Jugendbuch.“ Maria Dorrer schreibt in ihrer Rezension: „Wieder ist es der Autorin gelungen eine atemberaubende, erschütternde Geschichte über den Krieg in Afghanistan zu schreiben. Offen, ehrlich und zumutbar zeigt sie die Folgen des Krieges in vielen Details auf ohne anzuklagen oder zu werten. Ein Buch für Jugendliche ab 12 Jahren.“ Die FAZ befindet eine ‚dramatische, temporeiche Geschichte‘ und Die Literarische Welt meint: ‚Eine informative, differenzierte und zudem auch spannende Erzählung, die auf Plakatives verzichtet.‘

## Auszeichnungen
Parvana’s Journey stand auf der Shortlist für den Governor General’s Literary Award.

## Referenzen
Im Herzen die Angst wird in dem literarischen Nachschlagewerk 1001 Kinder- und Jugendbücher – Lies uns, bevor Du erwachsen bist! für die Altersstufe 12+ Jahre empfohlen.

## Ausgaben
- Parvana's Journey. Groundwood Books, Kanada 2002 (englisch).
- Allein nach Mazar-e Sharif. Jungbrunnen, Wien 2003, ISBN 3-7026-5748-7 (englisch: Paravana's Journey. 2002. Übersetzt von Anna Melach).